# 沃普斯韦德
沃普斯韦德是德国下萨克森州的一个市镇。总面积76.14平方公里，总人口9376人，其中男性4519人，女性4857人（2011年12月31日），人口密度123人/平方公里。